# 王雨卿
王雨卿（1907年4月25日—1938年6月16日），筆名曄星，生長於臺南，是一位博物學家，也是臺灣人在該領域的先驅之一。

## 生平
王雨卿出生於臺南市關帝港街（西門路前身）的貧苦家庭。
在1920年畢業於公學校後，他在臺南師範學校擔任工友。1922年，他成為該校博物科助理，並在博物學者牧茂市郎指導下學習製作標本及習得相關動物學知識，進而研究臺灣的蛇類與昆蟲。
1931年，他通過臺灣公學校乙種本科正教員資格考試。1932年、1933年，他分別通過文部省中等教員生理衛生科及動物科檢定試驗。1934年，他開始擔任臺南長老中學（臺南市私立長榮高級中學前身）及長老女子中學（臺南市私立長榮女子高級中學前身）教員。1935年，他開始在臺南師範學校兼課。
他致力於目錄整理，並在記錄物種名稱時以羅馬拼音記下其臺語發音及世界語名稱。
他的妻子是街庄協議員佐伯留雄的女兒佐伯操。
因肺病逝世後，他被安葬於臺南南山公墓。

## 作品

### 雜誌
- 《綠の島》（La Verda Insulo，1933年由其創刊並擔任編輯的世界語雜誌）[4][5]

## 流行文化

### 小說
- 鄧慧恩，《亮光的起點》，印刻，2018年。[2]